# 민리홍
민리홍(1991년 3월 2일 ~ )은 대한민국의 전직 양궁 선수이다.